# Manifestation « Som una nació. Nosaltres decidim »

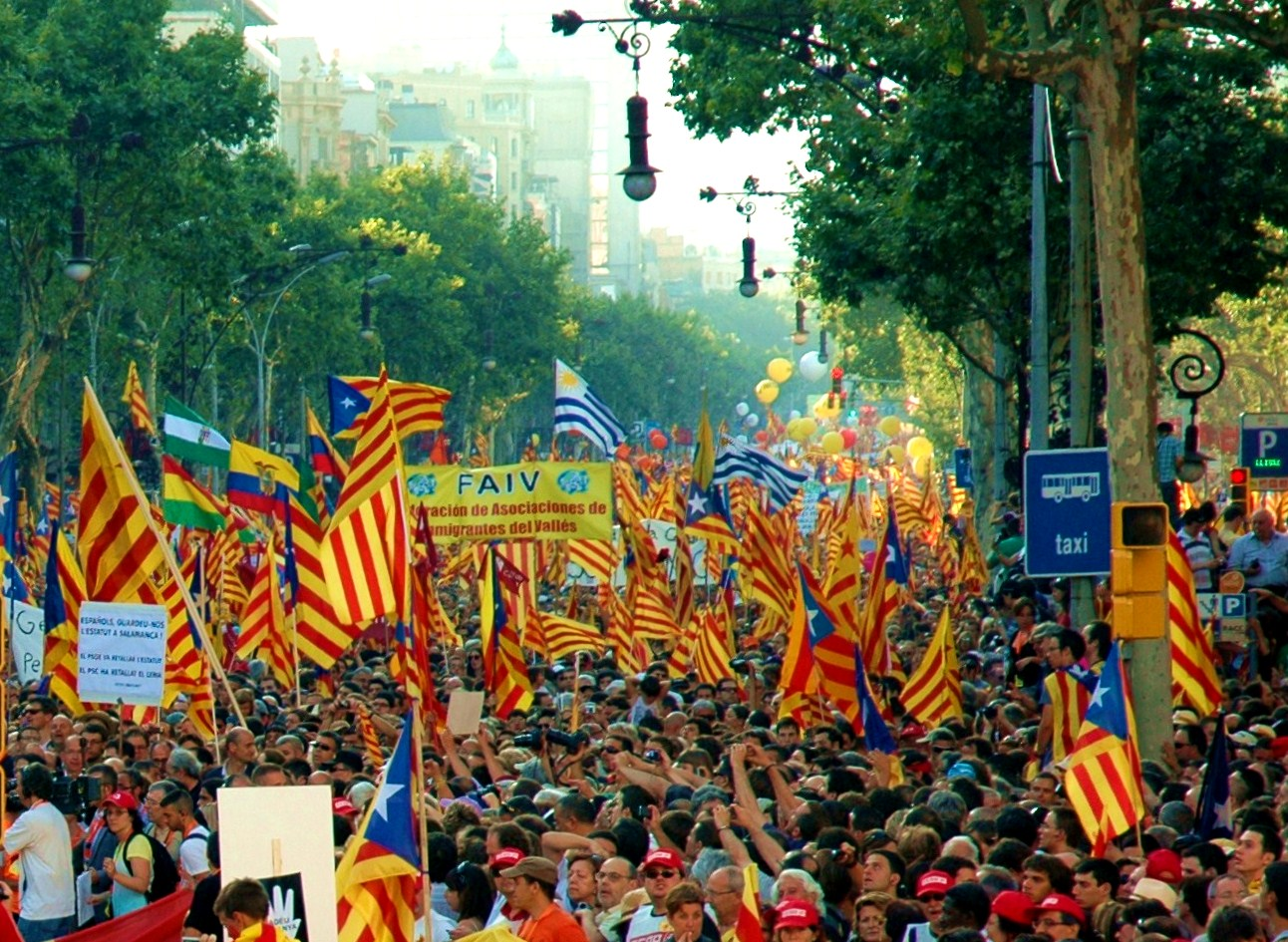
Photo de la manifestation.

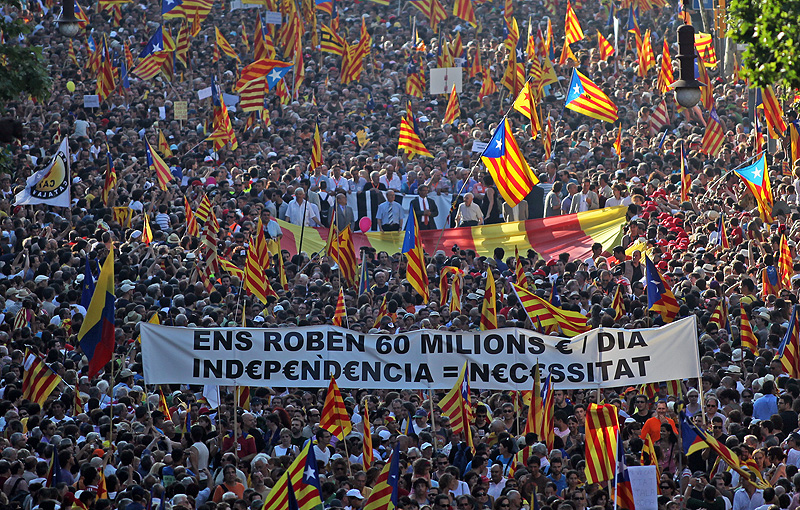
Tête de la manifestation.

En rouge: Parcours principal de la manifestation, à l'Eixample de Barcelone. En orange : Débordée, la manifestation a rempli également des espaces autour du parcours principal. Les pâtés carrés réguliers de l'Eixample ont 134 mètres de longueur, les rues fines ont 20 mètres de largeur.

La manifestation « Som una nació. Nosaltres decidim » (traduction du catalan au français : Nous sommes une nation. C'est nous qui décidons.) est la devise d'une manifestation ayant rassemblé plus d'un million, de personnes qui s'est tenue à Barcelone le 10 juillet 2010,. La manifestation a eu le soutien de tous les partis politiques ayant des sièges au Parlement de Catalogne sauf le Parti populaire et Ciudadanos, tous les syndicats catalans et environ 1 600 associations culturelles.
La manifestation a été convoquée en réaction à la résolution des juges du Tribunal constitutionnel espagnol formé par une dizaine de juges, la plupart d'eux proches du Parti populaire espagnol. Le 9 juillet 2010 le Tribunal constitutionnel avait déclaré anticonstitutionnels plusieurs articles du Statut d'autonomie. Cette résolution a provoqué de nombreuses réactions, dont cette manifestation à Barcelone, convoqué par l'organisation non-gouvernamentale Òmnium Cultural, et d'autres de soutien en différentes villes de Catalogne, d'Espagne, d'Europe et d'Amérique.

## Participation
En tête de la manifestation il y avait un drapeau catalan de 250 m2 (25 m × 10 m) et les six présidents et ex-présidents encore en vie de la Generalitat de Catalogne et du Parlement de Catalogne : José Montilla, Ernest Benach, Pasqual Maragall, Jordi Pujol, Joan Rigol et Heribert Barrera,. C'est la manifestation catalaniste la plus massive à l'histoire de la Catalogne.
À la manifestation de Barcelone, il y a eu 1 100 000 personnes selon la police et 1 500 000 selon Òmnium Cultural. Barcelone a 1,6 million d'habitants et la Catalogne 7,5 millions. De nombreux manifestants et organisations sont venus d'autres villes des Pays catalans, comme une alliance formée par la plupart de partis politiques des îles Baléares, ou les organisations Obra Cultural Balear, Acció Cultural del País Valencià et au moins une dizaine d'autocars de gens venant de Perpignan, dont des représentants de partis politiques et organisations comme la Casal Català Jaume I.
En outre d'autres manifestations de soutien ont eu lieu le même jour, notamment à Saint-Sébastien, avec une même devise en basque, « Nazioa gara. Autodeterminazioa » (Nous sommes une nation. Autodétermination) et plus de 10 000 personnes, à Palma de Majorque et à Toulouse, où 25 organisations se sont réunies face au consulat d'Espagne. Il y a eu des actions de soutien aussi à Paris, Londres,,, Berlin,,, Bruxelles,, Dublin, New York,, Washington, Los Angeles, Buenos Aires et Caracas.

## Motif

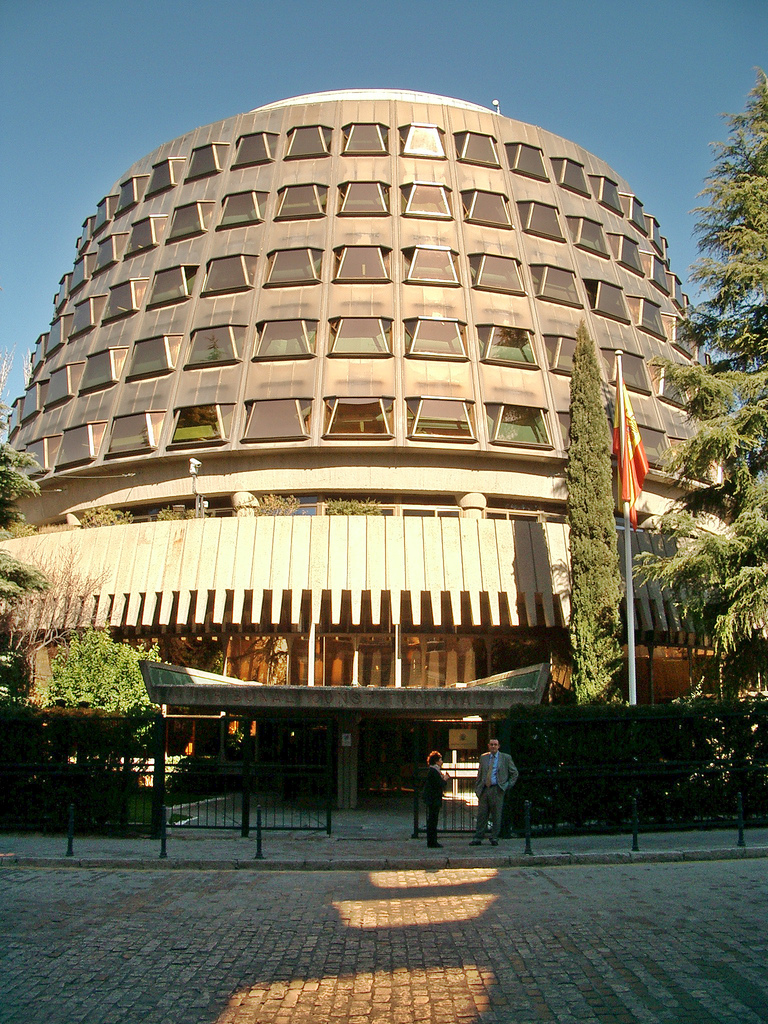
Siège du Tribunal constitutionnel espagnol, à Madrid.

Après quatre années d'attente, le tribunal constitutionnel espagnol, l'équivalent du conseil constitutionnel français, a modifié le statut d'autonomie de la Catalogne réformé, adopté par référendum en juin 2006, après consensus entre les socialistes et la coalition de centre droit. Le tribunal a  notamment jugé inconstitutionnel la désignation de la Catalogne sous le terme de « nation », ou certaines mesures visant à favoriser l'usage de la langue catalane par rapport au castillan dans les actes administratifs et l'enseignement,,.
José Luis Rodríguez Zapatero, le chef du gouvernement espagnol, avait affirmé au début de son mandat, en 2004, que le « concept de nation est contesté et discutable ». La voie d'une nouvelle forme d'autonomie était alors ouverte pour les partis progressistes catalans. En 2006, le parlement catalan vote un nouveau statut d’autonomie. En juin 2006, il y a un référendum favorable pour 75 % des Catalans votants. En juillet 2010, le Tribunal constitutionnel espagnol annule 14 des 200 articles, concernant la langue catalane, l'autonomie du pouvoir judiciaire et l'augmentation des compétences fiscales, et proscrit le terme de « nation catalane » dans les textes officiels.

## Galerie de photos

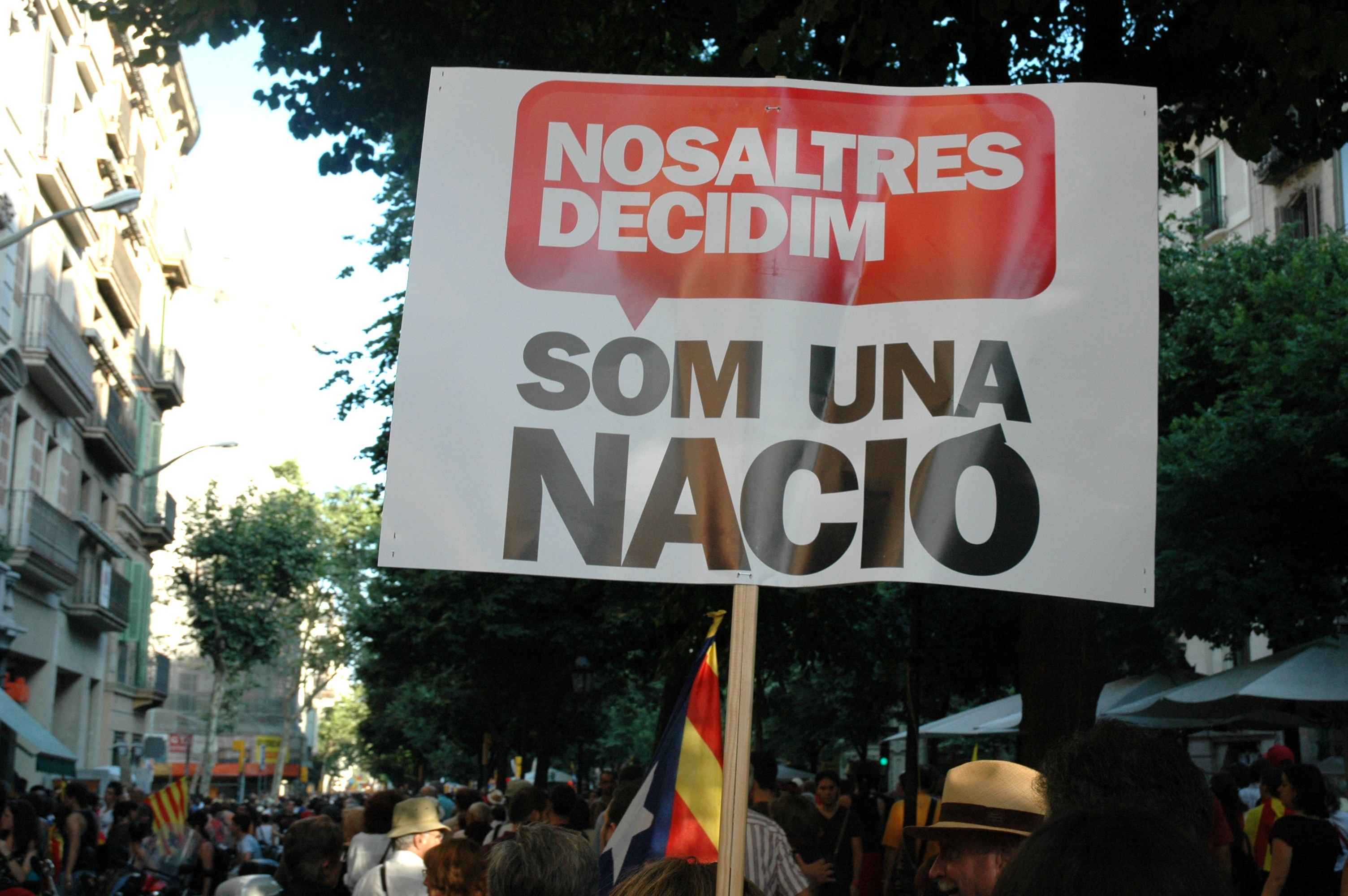
Slogan de la manifestation
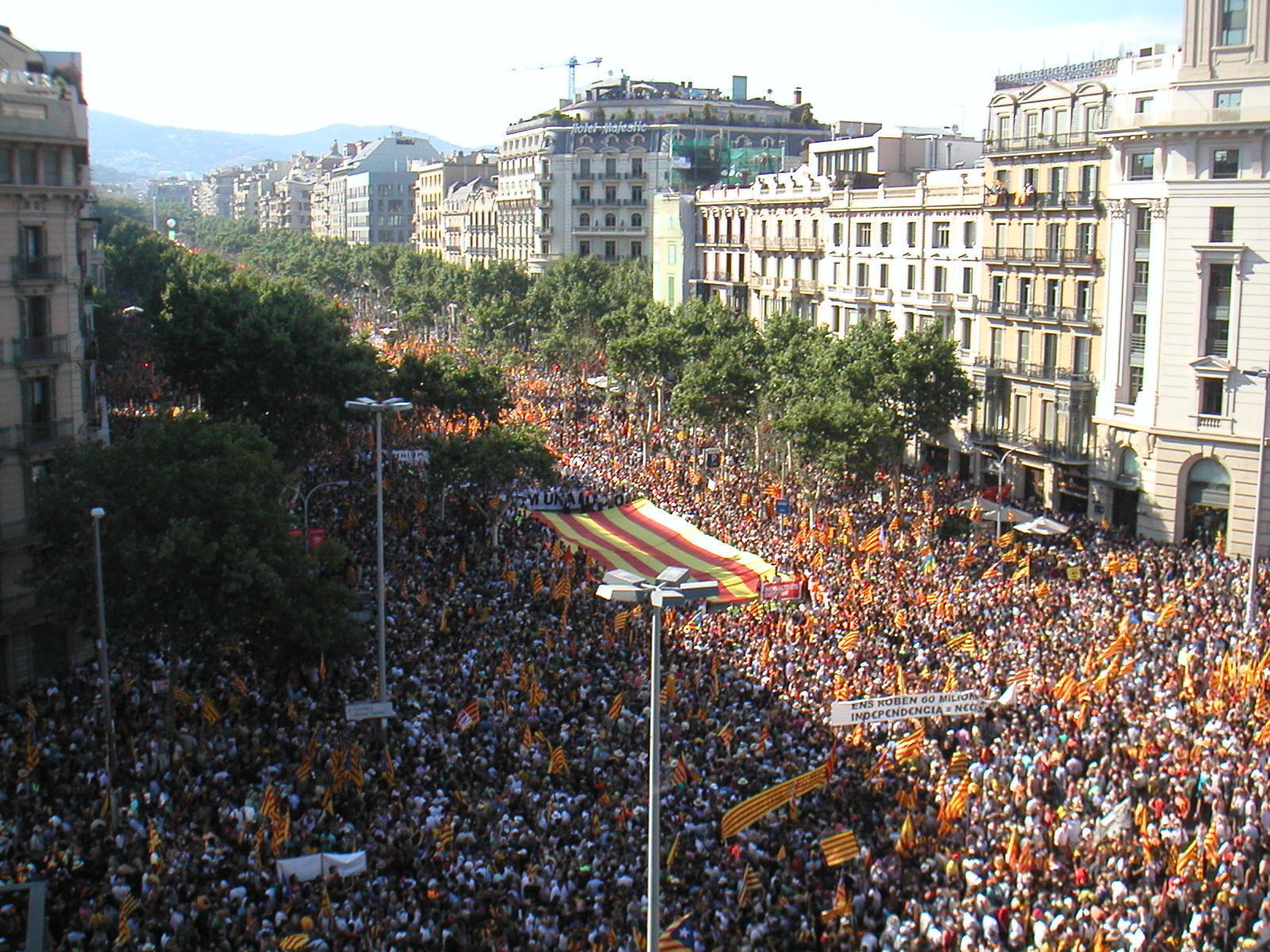
Manifestation au Passeig de Gràcia, de 60 mètres de large.